# Fantechi Ceramiche
Fantechi Ceramiche è stata una fabbrica di ceramica di Sesto Fiorentino fondata da Egisto Fantechi. Della creatività e della corretta gestione della Fantechi, che dava lavoro a molti operai del luogo, beneficiò tutta la cittadina di Sesto.

## Storia
Egisto Fantechi, decoratore sestese di ceramiche e di porcellane, nel 1896 acquistò tutte le quote della Società Industriale per la Fabbricazione delle Maioliche Artistiche di Sesto Fiorentino, insieme a un gruppo di soci (Ugo Zaccagnini, Francesco Grassi, Augusto Fantini, Luigi Ceccherini, Paolo Banchelli e Giuseppe Conti) e creò la S.I.F.S.A. (Società Industriale Fabbricazione Maioliche Artistiche), per produrre ceramiche ispirate ai modelli toscani del Rinascimento. Tranne Fantini, gli altri soci avevano frequentato la Scuola di Disegno Industriale di Sesto Fiorentino, e tutti, anche Fantini, avevano lavorato alla ditta Ginori a Doccia. Ugo Zaccagnini era modellatore in gesso, Conti formatore, Fantini fornaciaio, Banchelli, Ceccherini e Grassi erano pittori di maioliche, Fantechi decoratore di porcellana. Egisto Fantechi provvide alle risorse economiche, aiutato dal padre che era imprenditore edile. La ditta produceva maioliche in stile rinascimentale: grandi vasi biansati con decoro policromo, giardiniere, vasi cilindrici con putti bianchi a rilievo su fondo azzurro.

### Da socio a proprietario unico

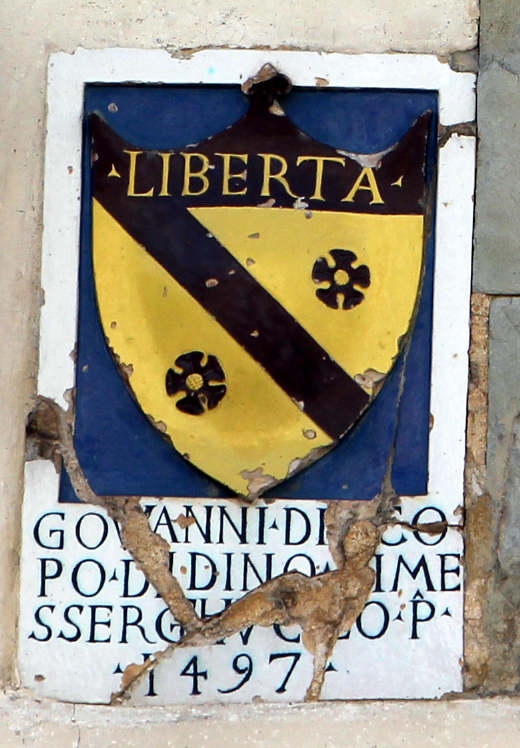
Sesto Fiorentino, palazzo Pretorio, stemma Gucci

Nel 1905 Egisto Fantechi rilevò le quote degli altri soci e rinominò la ragione sociale in "Fantechi Ceramiche". Affiancava, ai modelli della tradizione, oggetti in ceramica ispirati al gusto Liberty. Amava far decorare vasi e grandi piatti con profili femminili, coronati di foglie e di fiori. La linea delle forme dei vasi era morbida, lievemente ondulata. Quattro anni più tardi Fantechi aprì un punto vendita a Firenze, in[via delle Vigne Nuove, e un altro al "Gran Bazar" di Prato. Dopo la guerra assunse collaboratori più giovani, per rinnovare la linea di produzione e realizzare forme e decori più sobri e lineari, nel gusto nuovo Art Déco. Trovò giovani artisti, come Mario Filippucci e Enzo Ceccherini e avviò la collaborazione con il pittore Guido Colucci che forniva disegni per forme prodotte dalla Fantechi. Iniziò la produzione di oggetti di uso comune e per la tavola: servizi di piatti, di tazze, ciotole, bugie e candelieri. Una rara collezione di bozzetti, di modelli e forme in gesso, di spolveri e disegni, di foto di oggetti realizzati e interni della fabbrica Fantechi Ceramiche si conserva all'"Archivio della Ceramica Sestese", di proprietà del Comune di Sesto Fiorentino.

### Gli anni Venti
L'intera cittadina usufruiva del buon andamento economico della Fantechi Ceramiche. Egisto acquistò il Caffè Tebe e nel 1920 costruì il Cinema Teatro Verdi, dove furono programmate anche opere liriche; poi realizzò una seconda sala teatrale. Nel 1931 le due sale furono dotate di impianti per il cinema sonoro.
Nel 1927 la Fantechi Ceramiche aveva 40 dipendenti. Negli anni Trenta la ditta assunse come modellista lo scultore Giuseppe Piombati Ammannati. Nel 1931 Piombati realizzò sei Figurine floereali che furono esposte alla V Triennale di Milano. Iniziò alla Fantechi la produzione di ceramiche graffiate, con piccole figure a rilievo, smaltate e in un unico colore, rosso cupo.

### Gli eredi Fantechi
Alla morte di Egidio Fantechi, nel 1933, subentrarono i figli Mario e Renato. La fabbrica fu dotata di moderni forni, di torni e di macchinari elettrici. La ditta passò poi a Folco e ad Enzo Fantechi. Collaborava con la manifattura il pittore Ruggero Vangucci. Negli anni Cinquanta dalla Fantechi uscirono grandi sculture smaltate di cani, gatti e cavalli, dalle morbide forme e di un sorprendente realismo. I vasi risentivano - nella forma rigida e nel decoro asciutto - della pittura coeva. La produzione si fermó nel 1961.